# 井内舞子
井内舞子（日语：／ Iuchi Maiko）是日本的作曲家、編曲家。I've主要作曲家的其中1人。出生年月日及出身地未公開。過去以羽越實有的名義活動。本名是井内舞子。

## 經歷
- I've主要作曲家中唯一的女性，大多負責美少女遊戲和日本電視動畫的BGM作曲、編曲。
- I've的活動地點是北海道札幌市，但是她的工作室（STUDIO_MICE）卻是在大阪，主要是外場人員。
- 有參與I've以外的活動，負責愛内里菜的第5張Album《DELIGHT》的編曲。

## 代表曲
- 負責日本電視動畫《魔法禁書目錄》、《科學超電磁砲》的劇中音樂（主題歌和原聲音樂）的工作。
- 其他的代表曲請參照I've。

## 外部連結
- LOW TRANCE ASSEMBLY（页面存档备份，存于）（日語）
- 井内舞子的X（前Twitter）（日語）